# Louise Lyberg
Margareta Louise Ulrica Martina Lyberg, född von Schwerin den 28 september 1932, död 7 februari 2024 i Oscars distrikt i Stockholm,
var en svensk statsfru och konstexpert.

## Familj
Louise Lyberg, som var dotter till friherre Hans von Schwerin och Margaretha von Schwerin, växte upp på Skarhults slott i Skåne. Hon var gift med industrimannen och landshövdingen Bengt Lyberg till hans bortgång 1995. Senare var hon trolovad med ambassadör Jan Kronholm. Makarna Lyberg är gravsatta på Norra begravningsplatsen utanför Stockholm.

## Karriär
Under perioden som landshövdingens hustru i Umeå studerade Louise Lyberg och avlade examen som filosofie kandidat i konstvetenskap. När makarna Lyberg flyttade tillbaka till Stockholm blev hon verksam vid Nationalmuseum och Liljevalchs. Senare var Lyberg anställd av Beijers auktioner och som chefsintendent vid Bukowskis. Under femton år medverkade Louise Lyberg som konstexpert i programmet Antikrundan i SVT. 1990 publicerade hon sin monografi om konstnären Emil Johanson-Thor.
År 1993 utnämndes Louise Lyberg till statsfru och chef för Drottningens hovstat, ett ämbete hon kom att inneha till 2003.

## Utmärkelser
- 1:a klass av Vita stjärnans orden (september 1995) [5]